# Organização de execução da lei
Uma organização de aplicação da lei (em inglês: law enforcement organization (LEO)) é uma organização de partes, indivíduos ou outras organizações ou ambas, associadas à aplicação da lei, geralmente com algum interesse comum. 
A organização de aplicação da lei é de longo prazo e, embora inclua agências de aplicação da lei, quando usada normalmente, deve incluir especificamente outras organizações que não as agências de aplicação da lei. 
Uma agência policial tem poderes, enquanto outras organizações policiais não. 
As organizações policiais que não sejam as agências policiais podem ser:
- associações de pessoal de agências de aplicação da lei em determinados níveis dentro de suas organizações
- sindicatos de funcionários das agências de aplicação da lei
- associações de especialistas em aplicação da lei, por exemplo, especialistas forenses, especialistas em armas e táticas, profissionais de gerenciamento e manuseio de evidências, investigadores especializados, como investigadores de fraude ou criminosos criminosos
- grupos comunitários como grupos de vigilância de bairro

Segurança privada